# Ростислав Чанев
Ростислав Емилов Чанев е български спортен журналист.

## Биография
Роден е на 5 декември 1990 в Шумен. Завършва природоматематическа гимназия „Нанчо Попович“ в Шумен, специалност информационни технологии през 2009 г. В този период се заминава активно с различни спортове, като участва активно в развиването на училищния отбор по тенис на маса. Под влиянието на баща си, взема участие и в различни културни и просветни мероприятия. През 2013 г. завършва бакалавър специалност „Медии и журналистика“ в УНСС.

## Професионален път
Започва кариерата си като спортен журналист в най-голямата информационна агенция в България „БГНЕС“ като първокурсник в края на 2009 година. През октомври 2013 г. е съосновател и главен редактор на Информационна Агенция България Спорт с уебсайт BGsport.bg.